# غاري جاكوبس
غاري جاكوبس (بالإنجليزية: Gary Jacobs)‏ (10 ديسمبر 1965 بغلاسكو في المملكة المتحدة - ) هو ملاكم بريطاني.

## إحصائيات
خاض خلال مسيرته 53 نزالا، فاز في 45 ولم يتعادل وخسر في 8. فاز بالضربة القاضية في 26 نزالا.

## روابط خارجية
- غاري جاكوبس على موقع بوكس ريك (الإنجليزية) (registration required)